# Gareth Ainsworth
Gareth Ainsworth (Blackburn, 10 de maio de 1973) é um futebolista e treinador de futebol inglês que atua como meio-campista. Atualmente está no Shrewsbury Town.
Revelado pelo Blackburn Rovers, teria maior projeção a partir de 1993, quando jogava no Preston North End (já havia defendido o primeiro clube vencedor do Campeonato Inglês em 1992). Teve, ainda, passagens destacadas por Lincoln City, Port Vale e Wimbledon, mas seria no Queens Park Rangers que Ainsworth teria mais êxito, jogando, entre 2003 e 2010, 141 vezes pelo clube londrino, marcando 36 gols.
Foi emprestado em novembro de 2009 ao Wycombe Wanderers, então na League One (terceira divisão), disputando apenas 2 vezes. A experiência do jogador, no entanto, foi insuficiente para evitar o rebaixamento à League Two.

## Carreira de treinador
Por 2 vezes, Ainsworth foi técnico interino do Queens Park Rangers, em 2008 (com a saída de Iain Dowie) e 2009 (após a demissão do português Paulo Sousa). Em setembro de 2012, acumulou as funções de jogador e técnico do Wycombe, depois que Craig Warnock foi afastado do comando técnico dos Chairboys, sendo efetivado na função a partir da temporada 2013–14.
A última partida oficial de Ainsworth como jogador do Wycombe foi em janeiro de 2017, contra o Coventry City, pelas semifinais do Johnstone Paint Trophy. Ele ainda chegou a voltar aos gramados em junho de 2020, atuando em 3 jogos pelo Woodley United, que disputa a Hellenic Football League (campeonato que reúne times da 9ª e 10ª divisões no sistema de ligas inglesas).

### Shrewsbury Town
Em 13 de novembro de 2024, Ainsworth foi anunciado como treinador do Shrewsbury Town.

## Títulos e campanhas de destaque
Queens Park Rangers
- Football League One: vice-campeão (2003–04)

Wycombe Wanderers
- Football League Two: 3° lugar (2010–11)

### Individuais
Preston North End
- Jogador do ano: 1997–98